# سوزی اریکسون
سوزی اریکسون (انگلیسی: Sussie Eriksson؛ زادهٔ ۲ ژانویهٔ ۱۹۶۳) خوانندگی، هنرپیشه اهل سوئد است.
از فیلم‌هایی که وی در آن نقش داشته‌است، می‌توان به قتل‌های ساندهام اشاره کرد.